# Sørfjorden

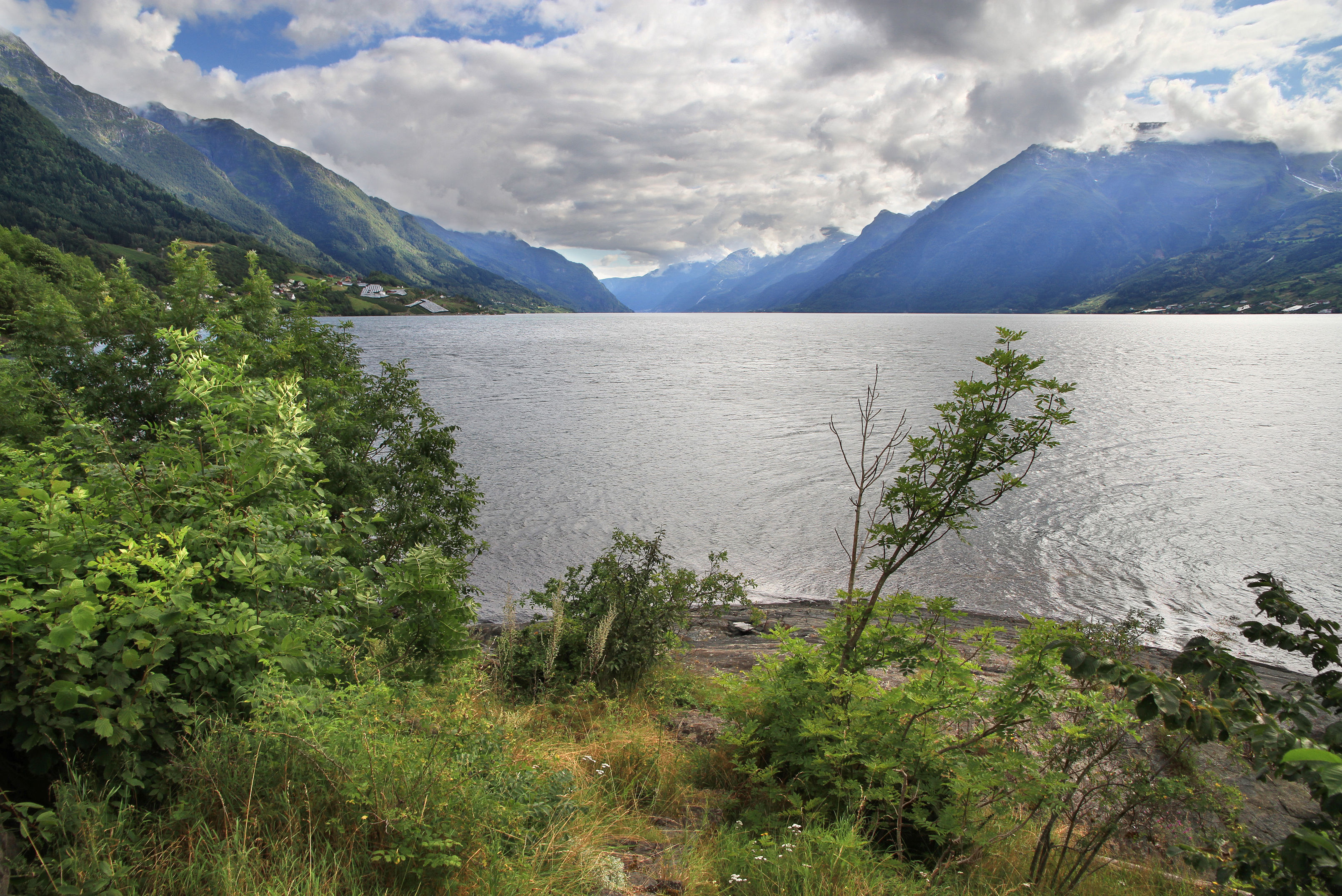
Il Sørfjorden

Il Sørfjorden è un fiordo di 38 km che si dirama dall'Hardangerfjorden tra le località di Utne/Kinsarvik ed Odda.